# Права ЛГБТ в Бангладеш
Права лесбиянок, геев, бисексуалов и трансгендеров (ЛГБТ) в Бангладеш сильно подавляются. Из-за консервативного менталитета бангладешского общества негативное отношение к гомосексуалистам распространено широко. Гомосексуализм запрещен законом Бангладеш, который был унаследован от статьи 377 Уголовного кодекса Британской Индии 1860 года. Согласно закону, наказание для гомосексуалистов - вплоть до пожизненного заключения, поэтому тем, кто идентифицирует себя как гомосексуалист, опасно открыто заявлять о себе в обществе из-за вероятности социального отторжения, ненависти или нападения.

## Законность однополых сексуальных отношений
Статья 377 Уголовного кодекса запрещает противоестественные половые сношения независимо от пола и сексуальной ориентации участников:
Статья 377. Противоестественные преступления: Тот, кто добровольно вступает в противоестественное половое сношение вопреки законам природы с любым мужчиной, женщиной или животным, наказывается пожизненным лишением свободы или лишением свободы любого вида на срок до десяти лет, а также наказывается штрафом. Пояснение: Проникновение является достаточным для совершения полового сношения, необходимого для преступления, описанного в данном разделе
Сфера действия статьи 377 распространяется на любой сексуальный союз с введением полового члена. Таким образом, даже гетеросексуальные действия по обоюдному согласию, такие как фелляция и анальный секс, могут быть наказуемы по этому закону.
В 2009 и 2013 годах парламент Бангладеш отказался отменить статью 377.

## Признание однополых отношений
Бангладешское законодательство не признает однополые отношения, гражданские союзы, а также любой вид домашнего партнерства для пар противоположных полов. Бангладешское общество также не поддерживает их. Консенсуальные романтические отношения и брак между двумя противоположными полами поддерживаются, хотя социальный консерватизм является препятствием в этом контексте (общество менее благосклонно), поскольку культурно общество основано на системе «брака, организованного опекуном».
23 июля 2013 года лесбийская пара была арестована за тайный брак. Шибронти Рой Пуджа, 16-летняя индуска, и Санджида Актер, 21-летняя мусульманка, сбежали из своего города в Дакку, столицу, и поженились по индуистской церемонии. Затем их арестовали и пригрозили пожизненным заключением. Аналогичным образом, в октябре 2013 года была арестована другая лесбийская пара за их отношения. Одна из пары была описана как человек с короткими волосами и опознана как муж. Полиция заставила их пройти тест на определение пола, и врачи заявили, что они обе женщины. Дело было возбуждено по статье 209, посвященной асоциальной деятельности.

## Конституционные права
В Конституции Бангладеш есть несколько положений, которые могут применяться к ЛГБТ-гражданам:
- Часть II Статья 19 - Обещает равные возможности для всех граждан;
- Часть III Статья 27 - Обещает равенство перед законом для всех граждан;
- Обещана свобода религии и прессы, но с ограничениями, основанными на «приличиях или морали»;
- Гражданин не имеет права быть членом парламента, если он осужден за «уголовное преступление, связанное с моральной неприкосновенностью».

## История
С момента рождения страны гомосексуальность никем не документировалась, не было ни одного случая или записи о том, что она существует в обществе. Ни один писатель не писал о гомосексуальности, так как это было большим табу среди бенгальцев. Любые высказывания на эту тему были гомофобными. Гомосексуализм был замечен в некоторых борделях в 1980-х годах, хотя в то время никто на бенгальском языке не использовал это слово. Вместо этого для обозначения гомосексуализма использовалось слово содомия (на бенгальском языке: «payukam» или «анальный секс»). В то время существовало несколько проституток-гомосексуалистов, о чем писали крупные газеты на бенгальском языке.
Бангладеш - страна, где дружба между представителями одного пола разрешена обществом, но люди не допускают дружбы между представителями двух противоположных полов; что касается гомосексуализма, то он все еще табуирован во всей Бангладеш, и большинство бангладешцев не знают его истинного значения. Поскольку гомосексуализм является табуированным (слово также табуировано) и секретным, общество находится в неведении относительно его первоначального определения. Некоторые люди считают его содомией, как в британскую колониальную эпоху; они не имеют общего представления об однополых романах, не знают о них и видят только дружбу (или отсутствие сексуальности) между людьми одного пола. Бангладешцы также не приемлют разговоров с незнакомцами противоположных полов.
Бангладешская литература имеет богатое сообщество писателей, и лучшие авторы никогда не пропагандировали гомосексуализм, хотя они пропагандировали гетеросексуальную романтику.
Официальные законы против гомосексуализма были введены британцами в 1860 году, когда Бангладеш была частью Британской Индии. Эти законы были перенесены в Уголовный кодекс Пакистана после раздела Индии в 1947 году, и продолжают оставаться частью правового кодекса Бангладеш после получения независимости от Пакистана в 1971 году. В 2010-х годах был опубликован журнал под названием Roopbaan, журнал для широкой аудитории, который был посвящен гомосексуализму, до этого не было замечено ни одного бангладешского местного журнала, который говорил бы от имени гомосексуализма.

## Гендерная идентичность и самовыражение
11 ноября 2013 года хиджры были признаны правительством Бангладеш в качестве отдельного пола на заседании кабинета министров под председательством премьер-министра Шейх Хасины Вазед. Наряду с мужчинами и женщинами, хиджры будут обозначаться как отдельный пол в официальных документах. Исследование, проведенное Министерством социального обеспечения, показало, что по состоянию на 2013 год в стране зарегистрировано 10 000 хиджр. Несмотря на это, в Бангладеш нет политики, определяющей меры, которые должны пройти люди, чтобы законно изменить свой пол в официальных документах, равно как и нет ясности относительно того, кто может квалифицироваться как хиджра.
В декабре 2014 года Министерство социального обеспечения предложило хиджрам подавать заявления о приеме на государственную службу.
В январе 2015 года Министерство здравоохранения выпустило меморандум с требованием «принять необходимые меры для выявления хиджр путем проведения тщательного медицинского обследования». В результате этих проверок хиджры были вынуждены публично раздеваться догола и прикасаться к своим гениталиям. Фотографии этих проверок были позже опубликованы в СМИ, которые затем заявили, что хиджры «на самом деле мужчины».
В июле 2015 года, после того как хиджра стал свидетелем убийства светского блогера и успешно помог арестовать преступников, которые оказались исламскими радикалами, правительство Бангладеш объявило о планах по набору и призыву хиджр в дорожную полицию.
В апреле 2019 года стало известно, что Бангладеш позволит хиджрам голосовать в соответствии со своей гендерной принадлежностью, поскольку чиновники впервые ввели «хиджра» как вариант третьего пола в бланках для голосования.

## Отношение общества
Хотя публичное проявление симпатии между друзьями одного пола в Бангладеш обычно одобряется и не вызывает разногласий, в обществе существует сильное неприятие гомосексуализма как такового. Такое враждебное отношение является результатом консервативной культуры страны, где ислам исповедуют около 90% населения. Недоброжелатели общества могут участвовать в самосуде, поскольку они также считают гомосексуализм «аморальным» и «ненормальным», а также социальным преступлением. Эти «блюстители нравственности» не санкционированы правительством, поэтому злоумышленники пользуются преимуществами отсутствия закона о гражданских правах.
В 2003 году доктор Гэри Даусетт, австралийский профессор, опубликовал доклад под названием «Обзор знаний о сексуальных сетях и поведении мужчин, имеющих половые контакты с мужчинами в Азии» в рамках исследования о том, как пандемия СПИДа влияет на нацию. Основная часть отчета была посвящена мужской проституции, однако он вызвал некоторую общественную дискуссию о проблемах ЛГБТ, в которой индийские фильмы и отравление воды мышьяком были обвинены в том, что гомосексуализм стал более распространенным явлением. В ответ некоторые люди раскритиковали эти негативные точки зрения как научно необоснованные и основанные на предрассудках.
В 2011 году исследовательская работа, проведенная школой общественного здравоохранения при одном из университетов Бангладеш, была направлена на то, чтобы поднять общественные дебаты о сексуальности и правах в очень чувствительном политическом контексте. Объединив заинтересованные стороны, включая представителей сексуальных меньшинств, ученых, поставщиков услуг, СМИ, политиков и правозащитные организации, исследовательская работа позволила привлечь внимание к скрытым и стигматизированным вопросам сексуальности и прав. Важнейшие шаги по привлечению внимания к проблемам сексуальных меньшинств включают создание безопасных мест для встреч, разработку учебных материалов для студентов университетов и взаимодействие с правозащитными группами.
В Бангладеш в Дакке открылась первая религиозная школа для трансгендеров. Первоначально предполагалось, что более 150 студентов будут бесплатно изучать исламские и профессиональные предметы. Занятия начались 7 ноября 2020 года. Возрастной ценз для зачисления учащихся не был установлен.

## Бангладешские ЛГБТ-организации

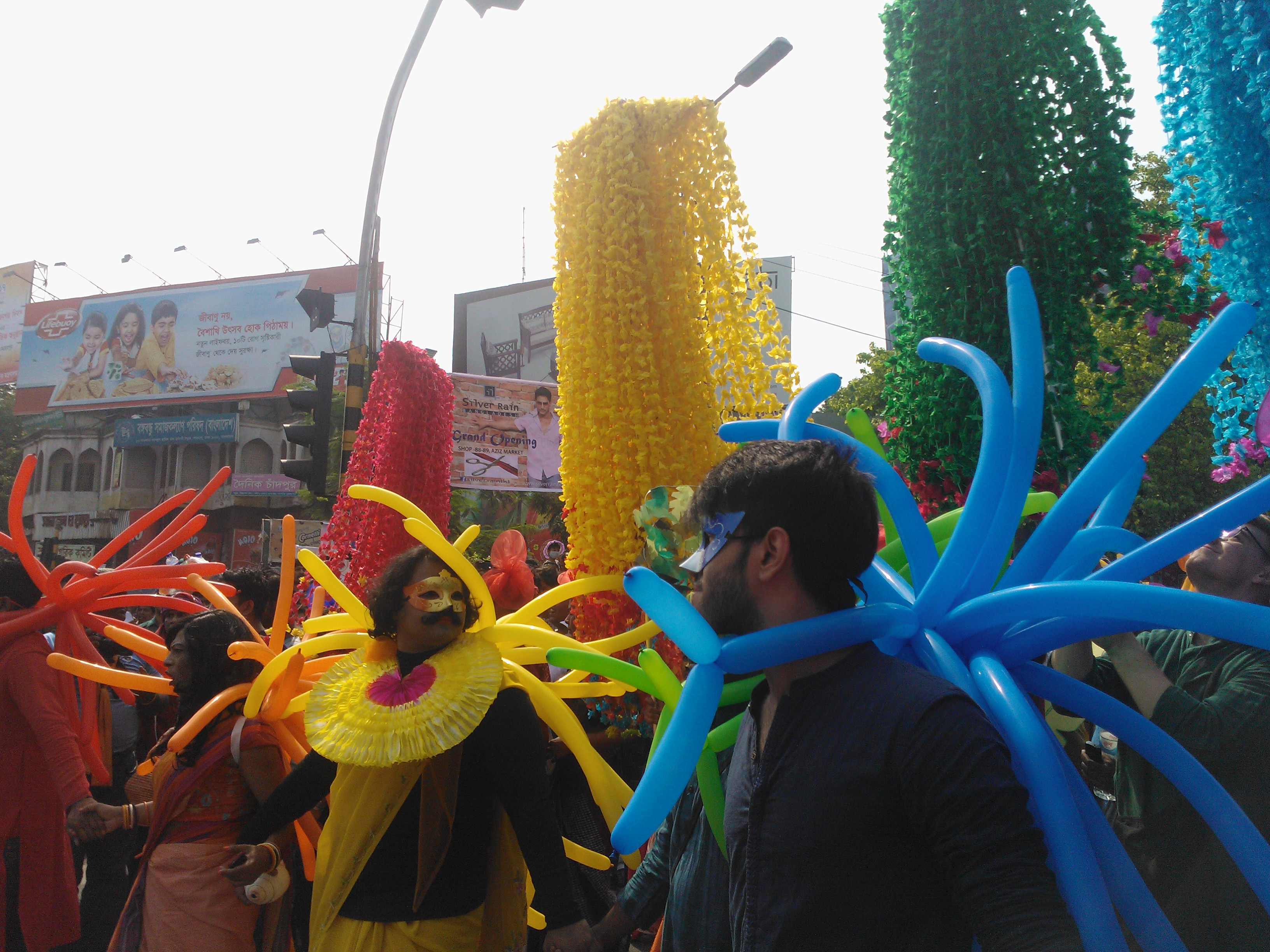
Митинг за права ЛГБТ во время бенгальского новогоднего фестиваля (2015) в Дакке

Первая попытка создания ЛГБТ-организации в Бангладеш была предпринята в 1999 году, когда человек по имени Ренгью, описанный как «парень средних лет с иностранным образованием из коренного племени», открыл первую онлайн-группу для бангладешских геев под названием Gay Bangladesh. Она насчитывала более 1000 членов; однако после смерти Ренгью активность участников замедлилась, а сама группа стала заброшенной.
В 2002 году на портале Yahoo! появились еще две онлайн-группы: Teen Gay Bangladesh (TGB) и Boys Only Bangladesh. Обе группы были удалены руководством Yahoo! в декабре 2002 года, и после нескольких перезапусков и смены названий TGB образовалась под новым названием Bangladesh Gay Boys (BGB), а Boys Only Bangladesh теперь называется Boys of Bangladesh (BoB). Группа является крупнейшей сетью для бангладешских геев, организуя многочисленные мероприятия, связанные с правами ЛГБТ, в Дакке с 2009 года. Целью Boys of Bangladesh является создание гей-сообщества в стране и отмена статьи 377.
В январе 2014 года был опубликован первый в Бангладеш ЛГБТ-журнал. Журнал назван Roopbaan в честь бенгальского народного персонажа, олицетворяющего силу любви.
С 2014 года каждый год в начале бенгальского нового года 14 апреля в Дакке проводится гей-парад под названием Rainbow Rally. После угроз мероприятие 2016 года пришлось отменить. В 2014 году в Бангладеш прошел первый парад Транс-прайда.
25 апреля 2016 года Ксулхаз Маннан, основатель журнала Roopbaan и организатор Rainbow Rally, был убит в своей квартире вместе с другом.
Многие люди обратились на Boys of Bangladesh, чтобы обсудить свои чувства и пообщаться с такими же людьми, которые сталкиваются с теми же проблемами, что и они. Форум не зарегистрировался как организация, потому что они не хотят ассоциировать себя с ярлыком мсм (мужчин, имеющих секс с мужчинами). Они не хотят быть мсм, потому что считают это унизительным термином. Координатор группы заявил, что ярлык мсм относится только к мужчинам, занимающимся сексом с другими мужчинами. Считается, что Boys of Bangladesh нечто большее. Онлайн-форум организует мероприятия для встреч и общения мужчин-геев. Не все люди имеют доступ к их группе, потому что у них нет доступа к Интернету. Тем не менее, в BoB зарегистрировано более 2 000 членов, включая кандидатов наук и врачей.
Фонд ООН в области народонаселения и несколько НПО оказывают давление на Бангладеш с целью решения таких вопросов, как права ЛГБТ и сексуальное образование. Эти вопросы обсуждались на Шестой Азиатско-Тихоокеанской конференции по народонаселению, которая началась 16 сентября 2013 года. Бангладеш полностью выступил против идеи идеи фонда ООН поддержать права ЛГБТ. Постоянный представитель Бангладеш в ООН Абулкалам Абдул Момен заявил, что принятие такой политики противоречит социальным нормам страны.
В сентябре 2014 года на Международной конференции по развитию народонаселения Бангладеш отказался от идеи предоставления прав ЛГБТ-сообществу. Абдул Момен сделал в отношении этой ситуации такие же комментарии, как и в предыдущем году на Шестой Азиатско-Тихоокеанской конференции по народонаселению. Его цитировали, говоря, что, как и другие мусульманские или даже христианские страны, Бангладеш не поддерживает права ЛГБТ, потому что это не соответствует их ценностям.
В апреле 2016 года ЛГБТ-активист Ксулхаз Маннан, основатель и издатель Roopbaan, единственного журнала для ЛГБТ-сообщества в Бангладеш, был убит вместе с Махбубом Рабби Тоноем, другим ЛГБТ-активистом. Ансар-аль-Ислам, связанная с Аль-Каидой группировка, взяла на себя ответственность за убийства, заявив, что, поскольку он сам подтвердил свою сексуальность, его нужно убить по законам шариата. В мае 2019 года полиция Бангладеш предъявила обвинения в убийствах восьми экстремистам. Четверо из восьми находятся под стражей, а остальных полиция все еще разыскивает.

## Доклады по правам человека

### Доклад Государственного департамента США за 2017 год
В 2017 году Государственный департамент США сообщил следующее, касающееся состояния прав ЛГБТ в Бангладеш:
- «Наиболее значимые проблемы в области прав человека включают: внесудебные убийства, пытки, произвольные или незаконные задержания и насильственные исчезновения со стороны правительственных сил безопасности; ограничения гражданских свобод, включая свободу слова, прессы и деятельности неправительственных организаций (НПО); отсутствие свободы участия в политическом процессе, коррупция, насилие и дискриминация по признаку пола, религиозной принадлежности, касты, племени, включая коренных жителей, а также сексуальной ориентации и гендерной идентичности также сохраняются и, частично, из-за отсутствия подотчетности»[39]

Свобода выражения мнений, в том числе для прессы:
- «Неправительственное воздействие: атеистические, светские, а также ЛГБТ писатели и блоггеры сообщили, что продолжают получать угрозы смерти от воинствующих экстремистских организаций. В ноябре адвокат по правам человека заявил, что получал угрозы смерти за то, что писал о ЛГБТ-сообществе страны и выступал в его защиту»

Акты насилия, дискриминация и другие злоупотребления на основе сексуальной ориентации и гендерной идентичности:
- Однополые сексуальные отношения по обоюдному согласию являются незаконными по закону. Группы ЛГБТ сообщили, что полиция использует этот закон как предлог для издевательств над ЛГБТ, а также над теми, кого считают женоподобными, независимо от их сексуальной ориентации, и для ограничения регистрации организаций ЛГБТ. Некоторые группы также сообщили о преследованиях в соответствии с положением полицейского кодекса о подозрительном поведении. Трансгендерное население давно является маргинализированной, но признанной частью общества, однако оно по-прежнему сталкивается с высоким уровнем страха, преследований и контактов с правоохранительными органами после насильственных экстремистских нападений на уязвимые сообщества;
- Представители ЛГБТ-сообщества получали сообщения с угрозами по телефону, через текстовые сообщения и социальные сети, а некоторые подвергались преследованиям со стороны полиции;
- В мае силы полиции провели рейд в общинном центре Chayaneer в подокруге Керанигандж[40] во время ужина, организованного ЛГБТ-сообществом этого района. По словам свидетелей, из 120 человек, присутствовавших во время рейда, было арестовано 28 человек. Свидетели также заявили, что полиция разделила обедающих на небольшие группы и избила их, прежде чем выделить людей для ареста. Во время рейда полиция объявила СМИ, что рейд был проведен по подозрению в гомосексуальной активности, и разрешила СМИ сфотографировать некоторых из арестованных. Позже полиция объявила, что во время рейда участники не занимались «незаконной сексуальной деятельностью», а были арестованы за хранение наркотиков, в частности, ябы (сочетание метамфетамина и кофеина) и каннабиса. Судебная система отправила четырех из них под стражу. Из оставшихся 24 человек 12 были задержаны для дальнейшего допроса, а 12 были отправлены в тюрьму.
- После этих событий и продолжающихся преследований многие представители ЛГБТ-сообщества, включая руководство ключевых организаций поддержки, продолжили сокращать свою деятельность и искать убежище как внутри страны, так и за ее пределами. Это привело к серьезному ослаблению сетей адвокации и поддержки ЛГБТ. Организации, специально помогающие лесбиянкам, по-прежнему были редки. Сильная социальная стигма, основанная на сексуальной ориентации, была распространена и препятствовала открытому обсуждению этой темы.

Социальная стигма в отношении ВИЧ и СПИДа:
- «Социальная стигма в отношении ВИЧ и СПИДа и групп повышенного риска может стать препятствием для получения медицинских услуг, особенно для трансгендерного сообщества и мужчин, имеющих секс с мужчинами».

Дискриминация в отношении трудоустройства и профессии:
- «Трудовое законодательство запрещает дискриминацию в оплате труда по признаку пола или инвалидности, но не запрещает другую дискриминацию по признаку пола, инвалидности, социального статуса, касты, сексуальной ориентации или аналогичных факторов».

## Итоговая таблица
| Однополые сексуальные отношения разрешены                                                              | Наказание до пожизненного заключения со штрафами               |
| Равный возраст сексуального согласия                                                                   |                                                                |
| Антидискриминационные законы в сфере занятости                                                         |                                                                |
| Антидискриминационные законы при предоставлении товаров и услуг                                        |                                                                |
| Антидискриминационные законы во всех других областях (включая косвенную дискриминацию, язык ненависти) |                                                                |
| Однополые браки                                                                                        |                                                                |
| Признание однополых пар                                                                                |                                                                |
| Усыновление приемных детей однополыми парами                                                           |                                                                |
| Совместное усыновление однополыми парами                                                               |                                                                |
| ЛГБТ разрешено открыто служить в армии                                                                 |                                                                |
| Право на смену юридического пола                                                                       |                                                                |
| Признание третьего пола                                                                                |                                                                |
| Доступ к ЭКО для лесбиянок                                                                             |                                                                |
| Коммерческое суррогатное материнство для пар геев-мужчин                                               | (Незаконно для всех пар, независимо от сексуальной ориентации) |
| МСМ разрешено сдавать кровь                                                                            |                                                                |